# هینتون (کالیفرنیا)
هینتون (به انگلیسی: Hinton) یک منطقهٔ مسکونی در ایالات متحده آمریکا است که در شهرستان نوادا، کالیفرنیا واقع شده‌است. هینتون ۱٬۶۷۶ متر بالاتر از سطح دریا واقع شده‌است.